# Mistress and Maid
Mistress and Maid è un cortometraggio muto del 1910 prodotto dalla Thanhouser Film Corporation. Il nome del regista non viene riportato.
Il film viene considerato perduto.

## Trama
Anche se si presume che il film sia andato perduto, una sinossi sopravvive nel The Moving Picture World del 5 novembre 1910. Dice: "Nan Willis è una ricca ereditiera, che va a visitare una località balneare con la sua cameriera Susan..".

## Produzione

### Regia e sceneggiatura
Il regista è sconosciuto, ma potrebbe essere stato Barry O'Neil o Lucius Henderson. I registi impiegati dalla società durante quel periodo includevano Blair Smith, Carl Gregory e Alfred H. Moses, Jr., sebbene nessuno è stato specificamente accreditato.
Molto probabilmente lo sceneggiatore del film è stato Lloyd Lonergan, un giornalista del New York Evening World che scriveva sceneggiature per le produzioni della Thanhouser.

### Cast
Anche il cast è sconosciuto, come in altre produzioni della Thanhouser. Nel 1910, la compagnia Thanhouser pubblicò un elenco degli attori che parteciparono ai loro film; l'elenco includeva GW Abbe, Justus D. Barnes, Frank Hall Crane, Irene Crane, Marie Eline, Violet Heming, Martin J. Faust, Thomas Fortune, George Middleton, Grace Moore, John W. Noble, Anna Rosemond, Mrs. George Walters.
Un membro importante del cast fu un cane Terranova, che svolse un ruolo importante nella trama, e che apparve nella pubblicità del film.

## Distribuzione

### Date di uscita
Il film, composto da una bobina singola, e lungo circa 1 000 piedi, venne distribuito nelle sale cinematografiche statunitensi il 1º novembre 1910.
La pellicola probabilmente ebbe un'ampia distribuzione nazionale, uscì in Pennsylvania, Kansas, Indiana, e Montana.

### Censura
Nel 1917, in seguito alla sua diffusione su vasta scala, il Consiglio di censura della Pennsylvania, il State Board of Moving Pictures approvò la proiezione senza tagli.

## Accoglienza

### Critica
Walton del The Moving Picture News elogiò il film: "Il tema non è nuovo, ma il modo in cui viene gestito, in questo caso, gli conferisce un nuovo interesse. [...] Le scene del faro e del cane hanno ottenuto un applauso meritato". Il The Moving Picture World fu più specifico nelle sue lodi. Il recensore dichiarò: "Il film soddisfa persino i più esigenti, con una buona recitazione e una buona fotografia".
Il New York Dramatic Mirror diede al film una recensione abbastanza critica: "La giovane attrice con il bel faccino che ha interpretato la parte dell'amante in questo melodramma impossibile dovrebbe imparare a mostrarci la sua schiena una volta ogni tanto [...]."